# Bombus terrestris
Il bombo terrestre (Bombus terrestris (Linnaeus, 1758)) è un imenottero della famiglia degli Apidi.

È una delle specie di Bombus più diffusa in Europa.

## Descrizione

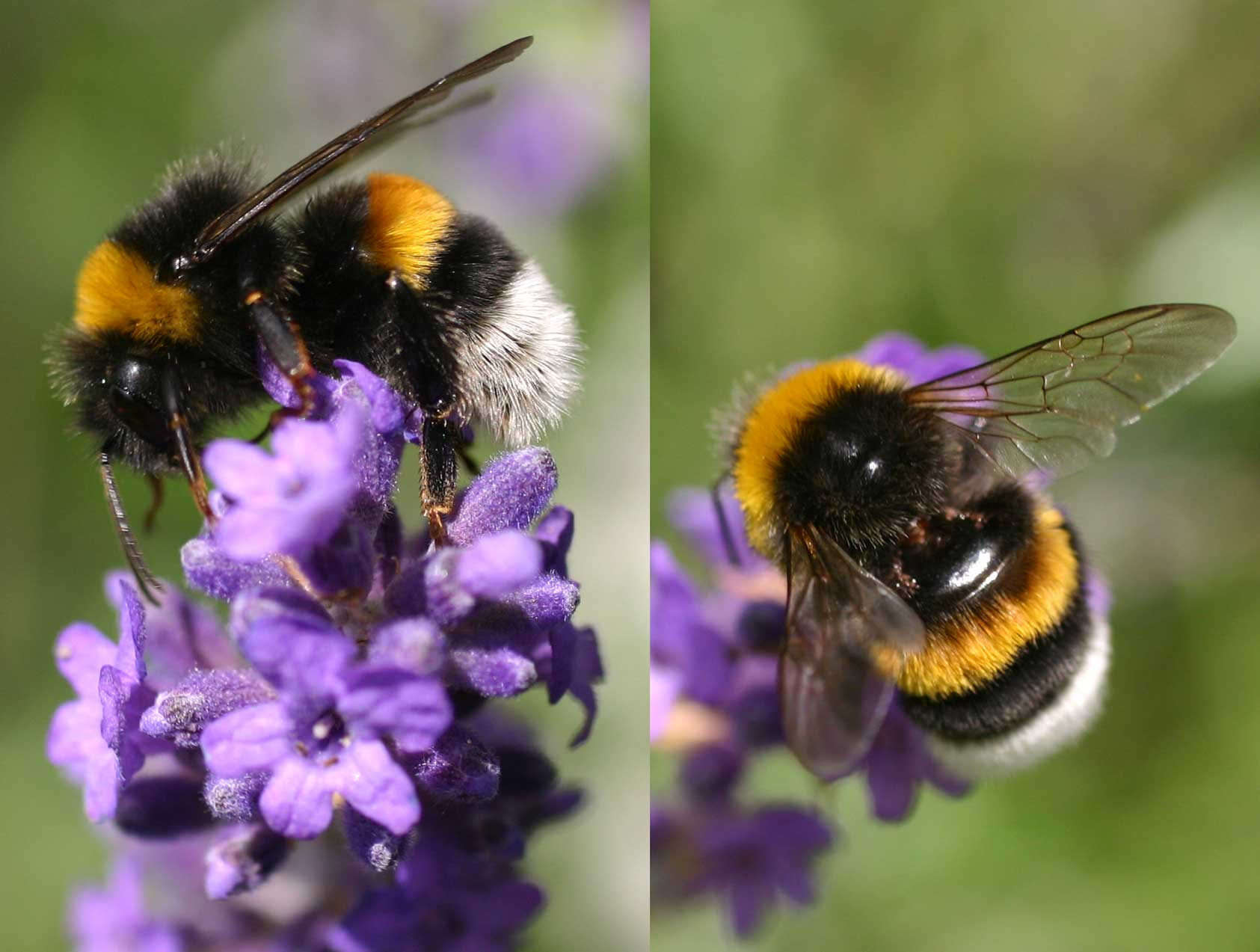
B. terrestris in fase di bottinatura.

L'operaia si caratterizza per la colorazione bianca dell'ultimo segmento dell'addome, mentre nella regina è di colore giallo-arancio; ha un corpo peloso e tozzo, grazie al quale è capace di trasportare grandi quantità di polline. Ha 3 paia di zampe, di cui quelle anteriori più aerodinamiche. Di carattere molto mite, punge solamente se costretto.
La regina misura 2–2,7 cm, mentre le operaie 1,5–2 cm.

## Biologia

### Comportamento
La regina (che vive fino a 1 anno) esce dall'ibernazione all'inizio dell'anno, tuttavia in zone in cui l'inverno è più mite invece di rimanere ibernata, si alimenta di fiori di edera. Fa il nido e depone le uova da cui nascono le operaie, che la aiuteranno a costruire la colonia velocemente, mentre la regina continua a deporre le uova. A differenza della regina, le operaie vivono solo qualche settimana e si possono osservare frequentemente sui fiori.
In Italia sono stati condotti studi sull'utilizzo di  Bombus terrestris nella lotta biologica alla muffa grigia della fragola.

### Alimentazione
Il bombo si nutre di nettare e polline preso dai fiori.

### Riproduzione
I maschi, che raggiungono la maturità sessuale entro alcune settimane, nascono a fine estate insieme alle nuove regine, in seguito lasciano la colonia per accoppiarsi e morire poco dopo. Nel mentre le giovani regine trovano un luogo dove ibernarsi.

## Distribuzione e habitat
Sono diffusi in tutta Europa. Vivono in aperta campagna con piante angiosperme.